# Grzegorz Blicharz
Grzegorz Jan Blicharz (ur. 4 sierpnia 1988 w Lublinie) – polski prawnik, doktor habilitowany nauk prawnych, nauczyciel akademicki.

## Życiorys
W 2012 ukończył studia prawnicze na Uniwersytecie Jagiellońskim, w 2013 uzyskał stopień magistra filozofii, na tej samej uczelni. W 2014 ukończył studia specjalistyczne z prawa rzymskiego Corso di Alta Formazione in Diritto Romano na Uniwersytecie La Sapienza. W 2016 na podstawie pracy pod tytułem "Udział państwa w sukcesji Mortis Causa. Rzymskie ramy prawne i perspektywa prawa porównawczego" uzyskał stopień doktora nauk prawnych. Został zatrudniony w Katedrze Prawa Rzymskiego UJ, od 2017 na stanowisku adiunkta. Został kierownikiem Ośrodka Prawa i Wolności Religii w tej samej katedrze. Od 2020 prowadzi zajęcia również na Uczelni Łazarskiego. W 2025 uzyskał habilitację na Uniwersytecie Jagiellońskim. 

## Publikacje
- Udział państwa w spadku: rzymska myśl prawna w perspektywie prawnoporównawczej, Wydawnictwo Od.Nowa (Kraków, Bielsko-Biała 2016[4])
- Prawo rzymskie przed egzaminem, wraz z Joanną Kruszyńską-Kola, Wolters Kluwers (Warszawa, 2023[5])
- Rzymska locatio conductio jako model odpłatnego udostępniania wartości majątkowych, Wydawnictwo C.H. Beck (Warszawa, 2024[6])